# Miúda da Cabuçu
Grêmio Recreativo Cultural Escola de Samba Mirim Miúda da Cabuçu (ou simplesmente Miúda da Cabuçu) é a escola de samba mirim da Unidos do Cabuçu. Sua sede funciona na quadra da Unidos do Cabuçu, na Rua Araújo Leitão, número 925, no bairro Lins de Vasconcelos, na Zona Norte da cidade do Rio de Janeiro. Foi fundada em 14 de julho de 1991 por Elisabeth Rodrigues.
A agremiação participa do desfile oficial das escolas mirins, realizado no Sambódromo da Marquês de Sapucaí.

## Fundação
A escola foi fundada em 14 de julho de 1991 por Elisabeth Rodrigues, então integrante da "Ala do Axé" da Unidos do Cabuçu, e que mais tarde viria a se tornar presidente dessa agremiação. A escola foi lançada com o lema do reaproveitamento de materiais, confeccionando suas fantasias através da reciclagem das fantasias do desfile do ano anterior de sua escola-mãe, Unidos do Cabuçu.

## Desfiles

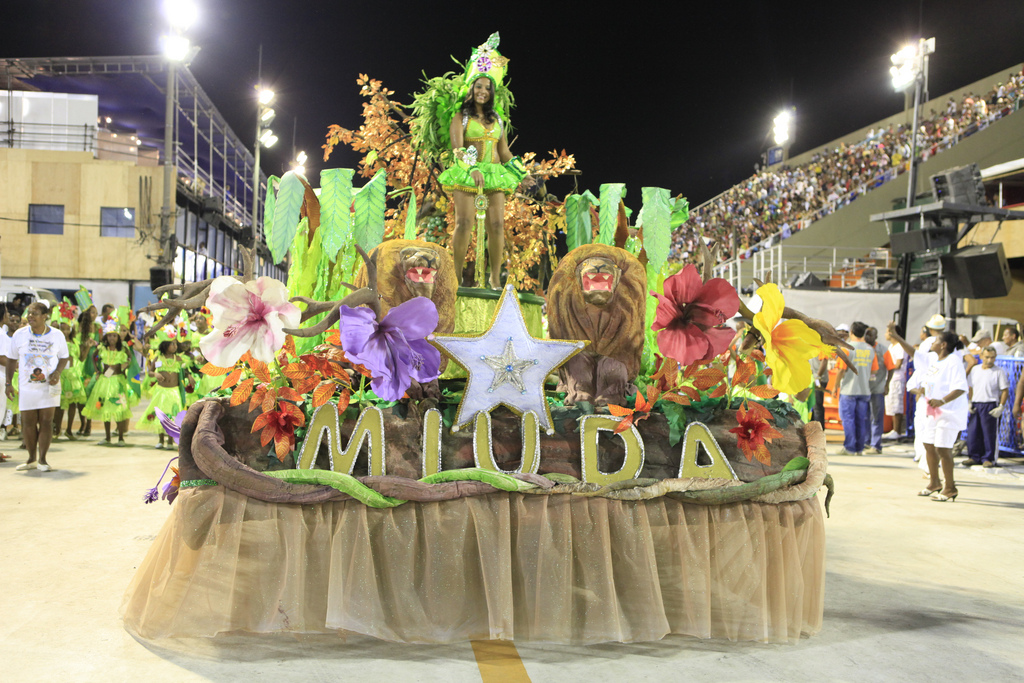
Abre-alas do desfile de 2012, quando a escola homenageou a cantora Alcione.

### Década de 2000
No carnaval de 2000, a escola realizou um desfile para comemorar os 500 anos do descobrimento do Brasil. Foi a estreia de Luiz Carlos Guimarães como carnavalesco. Em 2001, com o mesmo carnavalesco, apresentou o enredo "A Miúda mostra o que a criança gosta". No carnaval de 2002, desfilou o enredo "É doce viver no mar no reino da pequena sereia". Em 2003 desfilou um enredo sobre as cores. Para o carnaval de 2004, desfilou o enredo "A influência africana no carnaval carioca". Em 2005 fez um desfile em homenagem aos Irmãos Villas-Bôas. No carnaval de 2006, apresentou o enredo "Essa mistura dá samba". Em 2007 reeditou o enredo de 1961 da Unidos do Cabuçu, sobre as belezas do Rio de Janeiro. Em 2008 fez um desfile sobre a chegada da Familía Real Portuguesa ao Brasil. Em 2009 reeditou o enredo de 1984 de sua escola mãe, em homenagem à cantora Beth Carvalho.

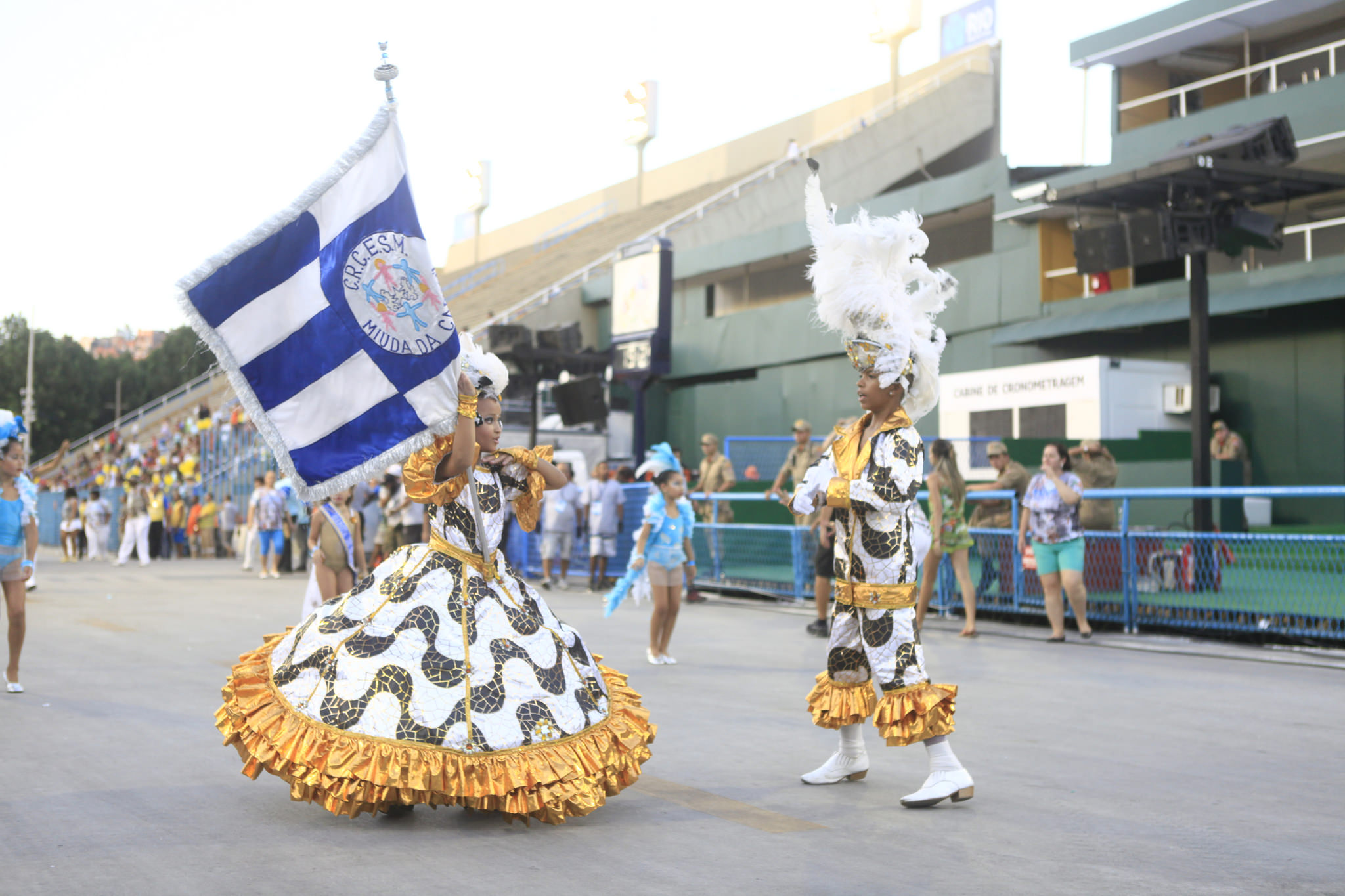
O casal de mestre-sala e porta-bandeira da escola durante o desfile de 2016, em homenagem à cidade do Rio de Janeiro.

### Década de 2010
Em 2010, foi a terceira escola a desfilar, com cerca de 1300 componentes, apresentou como tema de seu carnaval o aquecimento global. Em 2011, reeditou o samba-enredo da Cabuçu de 1988, em homenagem aos Trapalhões. No ano de 2012, a escola preparou uma homenagem à cantora Alcione, que participou do desfile. Em 2013 reeditou o enredo de 1989 da Unidos do Cabuçu, em homenagem ao cantor e compositor Milton Nascimento. Em 2014 desfilou um enredo autoral com samba-enredo composto pelo intérprete Maycon Rodrigues. Em 2015 desfilou um enredo ecológico sobre a preservação da natureza. Em 2016 apresentou um enredo sobre a cidade do Rio de Janeiro. Em 2017 homenageará José Carlos Machine, conhecido como "o síndico da passarela" por cuidar do palco principal dos desfiles das escolas de samba.

## Segmentos

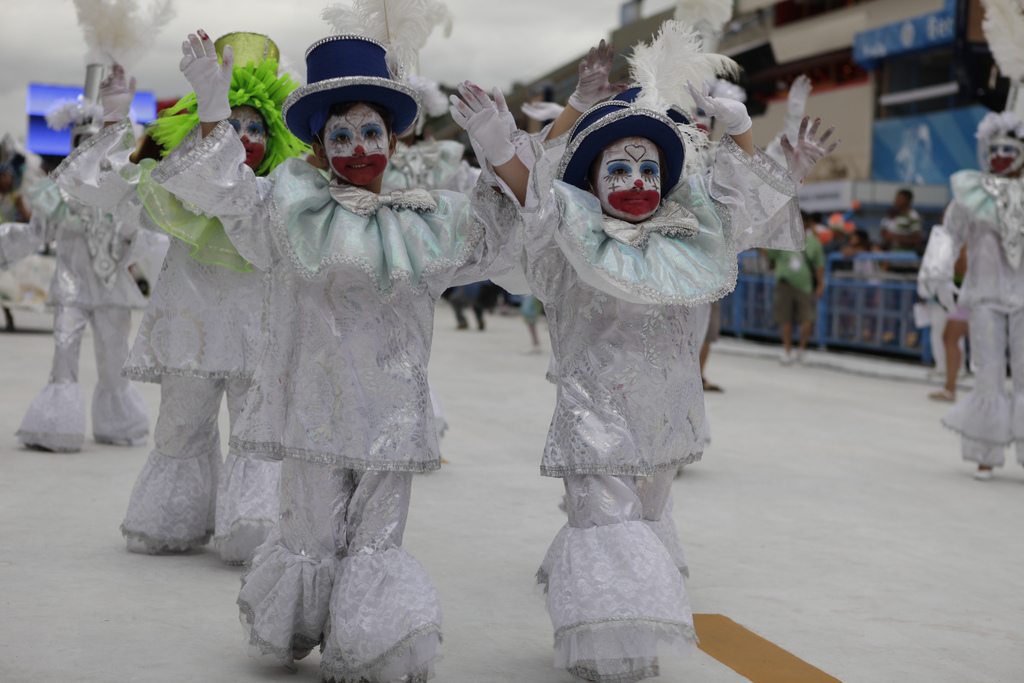
Ala da escola no desfile de 2011.

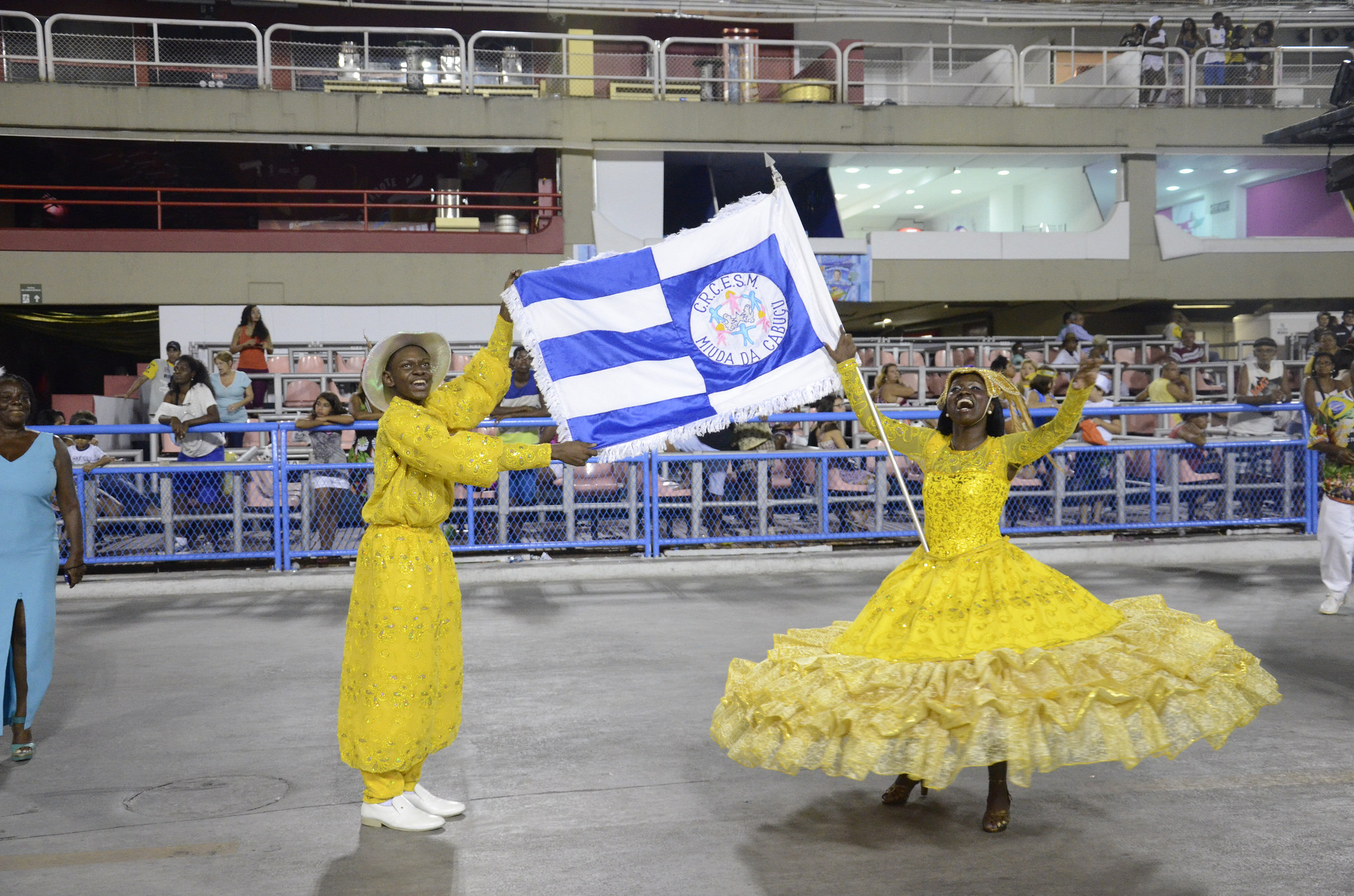
O casal da escola em 2014

### Presidência
| Presidente                     | Período     | Referências |
| ------------------------------ | ----------- | ----------- |
| Paulo César Alves              | 1999 - 2011 | [ 9 ]       |
| Antônio Carlos Fernandes Faria | 2012        | [ 22 ]      |

### Intérprete
| Intérprete        | Período     | Referências                |
| ----------------- | ----------- | -------------------------- |
| Carlos Júnior     | 2005        | [ 23 ]                     |
| Carlos Alessandro | 2007        | [ 24 ]                     |
| Raphael Carvalho  | 2008        | [ 7 ]                      |
| Maycon Rodrigues  | 2008 - 2013 | [ 7 ] [ 25 ] [ 16 ] [ 26 ] |
| Richard           | 2017        | [ 27 ]                     |

### Comissão de frente
| Coreógrafo(a)         | Período     | Referências   |
| --------------------- | ----------- | ------------- |
| Tânia (SESC de Ramos) | 2009 - 2012 | [ 25 ] [ 28 ] |

### Mestre-sala e Porta-bandeira
| Casais                      | Período     | Referências         |
| --------------------------- | ----------- | ------------------- |
| Rodrigo e Dandara           | 2005        | [ 23 ]              |
| Onan Lopes e Yanara Cardoso | 2007 - 2009 | [ 24 ] [ 7 ] [ 25 ] |
| Juan Carlos e Miriam Jales  | 2010 - 2011 | [ 29 ] [ 30 ]       |
| Yuri Pires e Miriam Jales   | 2012 - 2013 | [ 28 ]              |
| Kauã André e Lorena         | 2015        |                     |
| Kauã André e Anna Clara     | 2016        |                     |
| Cauã B. e Anna Clara        | 2017-       |                     |

| Casais                     | Período     | Referências  |
| -------------------------- | ----------- | ------------ |
| Juan Carlos e Miriam Jales | 2008 - 2009 | [ 7 ] [ 25 ] |
| Cauã B. e Anna Clara       | 2015        |              |
| Cauã B. e Maria Clara      | 2016        |              |
| Leonan e Maria Clara       | 2018-       |              |

### Bateria
| Diretores de bateria                          | Período     | Referências          |
| --------------------------------------------- | ----------- | -------------------- |
| Mestre Igor dos Santos                        | 2005        | [ 23 ]               |
| Mestre Pastel                                 | 2007        | [ 24 ]               |
| Mestre Charles                                | 2008 - 2009 | [ 7 ] [ 25 ]         |
| Mestre Joca                                   | 2010 - 2013 | [ 29 ] [ 30 ] [ 28 ] |
| Mestre Yan Capoeira                           | 2014        | [ 18 ]               |
| Mestres Fernando Silva e Guilherme dos Santos | 2015        | [ 31 ]               |

| Rainha de bateria | Período     | Referências  |
| ----------------- | ----------- | ------------ |
| Roberta           | 2005        | [ 23 ]       |
| Taísa             | 2007        | [ 24 ]       |
| Allana Portela    | 2008 - 2011 | [ 7 ] [ 25 ] |
| Tauane Bittar     | 2012        | [ 28 ]       |

### Direção
| Diretores de carnaval          | Período     | Referências         |
| ------------------------------ | ----------- | ------------------- |
| Antônio Carlos Fernandes Faria | 2008 - 2011 | [ 7 ] [ 25 ] [ 29 ] |
| Paulo Alves                    | 2012        | [ 28 ]              |

| Diretores de harmonia | Período     | Referências                |
| --------------------- | ----------- | -------------------------- |
| Ivanildo              | 2005        | [ 23 ]                     |
| André Jales           | 2008 - 2012 | [ 7 ] [ 25 ] [ 29 ] [ 28 ] |

## Carnavais
| Miúda da Cabuçu                                            | Miúda da Cabuçu | Miúda da Cabuçu                                                                                          | Miúda da Cabuçu                                                                                               | Miúda da Cabuçu       | Miúda da Cabuçu      |
| Ano                                                        | Classificação   | Enredo                                                                                                   | Compositores do samba-enredo                                                                                  | Carnavalesco          | Ref.                 |
| ---------------------------------------------------------- | --------------- | --- | --- | --------------------- | -------------------- |
| 2000                                                       | Sem competição  | "Brasil 500 anos: de Cabral à Sapucaí"                                                                   | Ala de compositores                                                                                           | Luiz Carlos Guimarães | [ 3 ]                |
| 2001                                                       | Sem competição  | "A Miúda mostra o que a criança gosta"                                                                   | Ala de compositores                                                                                           | Luiz Carlos Guimarães | [ 3 ]                |
| 2002                                                       | Sem competição  | "É doce viver no mar no reino da pequena sereia"                                                         | Ala de compositores                                                                                           | Luiz Carlos Guimarães | [ 3 ]                |
| 2003                                                       | Sem competição  | "A arte de colorir no mundo mágico das cores"                                                            | Ala de compositores                                                                                           | Luiz Carlos Guimarães | [ 3 ]                |
| 2004                                                       | Sem competição  | "A influência africana no carnaval carioca"                                                              | Ala de compositores                                                                                           | Luiz Carlos Guimarães | [ 3 ]                |
| 2005                                                       | Sem competição  | "Sonhos de conquista; Irmãos Villas-Boas"                                                                | Carlos Alessandro                                                                                             | Luizinho 28           | [ 23 ]               |
| 2006                                                       | Sem competição  | "Essa mistura dá samba"                                                                                  | Charles Braga, Flavio Vianna, Zé Paulo, Marllon Presunto, Rafael da Barreira, Saint Clair Cunha e André Torre | Luiz Carlos Guimarães | [ 3 ]                |
| 2007                                                       | Sem competição  | "Rio, ontem e hoje" (Reedição do enredo de 1961 da Unidos do Cabuçu)                                     | Taú Silva, Alcebíades de Souza e J. Laurindo                                                                  | Luiz Carlos Guimarães | [ 24 ]               |
| 2008                                                       | Sem competição  | "A vinda da Família Real faz o desenvolvimento da cultura musical"                                       | Marcelo Rodrigues e Neca Bittar                                                                               | Luiz Carlos Guimarães | [ 7 ]                |
| 2009                                                       | Sem competição  | "Jubileu de prata. Beth Carvalho, a enamorada do samba" (Reedição do enredo de 1984 da Unidos do Cabuçu) | Edmundo Souto, Paulinho Tapajós, Iba Nunes e Luiz Carlos da Vila                                              | Luiz Carlos Guimarães | [ 32 ] [ 25 ]        |
| 2010                                                       | Sem competição  | "Mundo dos mundos"                                                                                       | Lair Galdino, Silvano Fonseca e Sylvio Ferreira                                                               | Luiz Carlos Guimarães | [ 33 ] [ 29 ]        |
| 2011                                                       | 11º lugar       | "O Mundo Mágico dos Trapalhões" (Reedição do enredo de 1988 da Unidos do Cabuçu)                         | Adilson Gavião, Adalto Magalha e Sergio Magnata                                                               | Luiz Carlos Guimarães | [ 34 ] [ 30 ] [ 35 ] |
| 2012                                                       | Sem competição  | "Marrom canta e pensa no futuro das nossas crianças"                                                     | Maykon Rodrigues e Marcelo Rodrigues                                                                          | Luiz Carlos Guimarães | [ 36 ] [ 28 ]        |
| 2013                                                       | Sem competição  | "Milton Nascimento: sou do mundo, sou de Minas Gerais" (Reedição do enredo de 1989 da Unidos do Cabuçu)  | Beto Pernada, Rebello, Ney do Cabuçu e Jadir                                                                  | Luiz Carlos Guimarães | [ 16 ]               |
| 2014                                                       | Sem competição  | "Na copa sou gaúcho forte, monto a cavalo. Facão na cinta, sigo rumo a vitória"                          | Maykon Rodrigues                                                                                              | Luiz Carlos Guimarães | [ 37 ] [ 38 ]        |
| 2015                                                       | Sem competição  | "Rios, mares, cachoeiras e cascatas: Onde estão nossas matas?"                                           | Maykon Rodrigues                                                                                              |                       | [ 39 ]               |
| 2016                                                       | Sem competição  | "Rio de Janeiro, gosto de você"                                                                          | Maykon Rodrigues                                                                                              |                       | [ 31 ] [ 40 ]        |
| 2017                                                       | Sem competição  | "Machine - A máquina de fazer sambar"                                                                    | Richard |                       | [ 27 ] [ 41 ]        |
| 2018                                                       | Sem competição  | " | |                       |                      |
| 2019                                                       | Sem competição  | " | |                       |                      |
| 2020                                                       | Sem competição  | " | |                       |                      |
| Devido à Pandemia de Covid-19, não houve Carnaval em 2021. |                 | | |                       |                      |

## Premiações
| Ano  | Prêmio                    | Categoria / premiados | Ref.          |
| ---- | ------------------------- | --------------------- | ------------- |
| 2016 | Estandarte do Samba Mirim | Ala de Passistas      | [ 42 ] [ 43 ] |
| 2016 | Troféu Olhômetro          | Ala de Baianas        | [ 42 ] [ 43 ] |